# Павле Самосатски
Павле Самосатски (200 - 275) је био патријарх Антиохије од 260. до 269. године. Сматрао је да је Исус рођен као човек који је постао налик Богу. Његово учење названо монархијанство је осуђено као јерес 269. године.

## Живот
Павле је рођен у Самосати у породици скромног порекла. Био је свештеник и изабран је за патријарха Антиохије 260. године. Изазвао је оговарања пустивши жене да живе у његовој кући и дозволивши исто својим свештеницима. Оригенисти Фирмилијан Кападокијски и Григорије Неоцезаријски успели су да издејствују осуду учења Павла Самосатског, на Антиохијским црквеним саборима 264/265. и 269. године. 269. године се седамдесет епископа, свештеника и ђакона окупља у Антиохији и смењује Павла, због његовог морхијанистичког учења, бирајући уместо њега Домнија. Иако је смењен на овом сабору, Павле себе и даље сматра патријархом и због познанства са краљицом Палмиром, и даље борави у патријаршиском седишту у Антиохији. 272. године, са променом власти, Павле губи заштиту и напушта место, на које долази Домније.

## Учење
Павле из Самосата сматра да је Исус рођен као човек, који приликом крштења бива помазан од Светог Духа и постаје Христ (помазаник). Исус себе усавршава својим понашањем и постаје налик Богу, са којим се налази у односу љубави. Између Исуса и Светог Духа постоји јединство воље.
У фрагментима који су сачувани, Павле пише:
I „Будући помазан од Светог Духа, он је стекао назив помазаник (Христос), патећи у складу са својом природом, чинећи чуда у складу са милошћу. Јер усмереношћу и одлуком карактера он је уподобио себе Богу. И чувајући себе слободним од греха, био је сједињен са Богом... Овим је показао да поседује, преко и изнад воље, једно исто чињење (са Богом) и стекао назив Искупитеља и Спаситеља наше врсте."
II „Спаситељ је постао праведан и свет; и борбом и тешким трудом је превазишао грехе наших предака. Овим средствима је успео да усаврши себе, и изврсношћу своје нарави је постао сједињен са Богом; постигавши јединство и истоветност воље и делања са Њим својим напредовањем на путу добрих дела. Ово ће бити сачувано нераздвојено (од Божанског), и тако стећи име које је изнад свих имена, награду љубави и привржености подарену му милошћу."
IV „Ми нисмо стекли славу бића која су предана само врлини своје природе; али смо стекли високу славу бића која су предана због свог става који је једино из љубави...
V „Не чудите се што Спаситељ има једну вољу са Богом. Јер као што природа испољава многе садржаје да би остала једна иста, тако став љубави ствара у многима јединство и истоветност воље која је испољена јединством и истоветношћу благонаклоности и пријатности."
Павле своје учење формулише терминима оригеновске теологије и у њему наглашава јединство Бога. Његово учење, названо динамичко монархијанство, се сматра обликом монархијанства (моно - једно; архе - начело) и претечом адопционизма. Сам Павле је своје учење сматрао правоверним. Неки сматрају да су павлићани из Јерменије прихватили његово учење и добили име по њему.